# Shugyo Tomohito
Tomohito Shugyo (修行 智仁, sinh ngày 29 tháng 6 năm 1984) là một cầu thủ bóng đá người Nhật Bản.

## Thống kê câu lạc bộ
Cập nhật đến ngày 23 tháng 2 năm 2018.
| Thành tích câu lạc bộ | Thành tích câu lạc bộ | Thành tích câu lạc bộ | Giải vô địch | Giải vô địch | Cúp                   | Cúp                   | Tổng cộng | Tổng cộng |
| Mùa giải              | Câu lạc bộ            | Giải vô địch          | Số trận      | Bàn thắng    | Số trận               | Bàn thắng             | Số trận   | Bàn thắng |
| Nhật Bản              | Nhật Bản              | Nhật Bản              | Giải vô địch | Giải vô địch | Cúp Hoàng đế Nhật Bản | Cúp Hoàng đế Nhật Bản | Tổng cộng | Tổng cộng |
| --------------------- | --------------------- | --------------------- | ------------ | ------------ | --------------------- | --------------------- | --------- | --------- |
| 2007                  | Gainare Tottori       | JFL                   | 0            | 0            | 0                     | 0                     | 0         | 0         |
| 2008                  | Gainare Tottori       | JFL                   | 3            | 0            | 0                     | 0                     | 3         | 0         |
| 2009                  | Machida Zelvia        | JFL                   | 30           | 0            | –                     | –                     | 30        | 0         |
| 2010                  | Machida Zelvia        | JFL                   | 9            | 0            | 1                     | 0                     | 10        | 0         |
| 2011                  | Machida Zelvia        | JFL                   | 10           | 0            | 0                     | 0                     | 10        | 0         |
| 2012                  | Machida Zelvia        | J2 League             | 34           | 0            | 2                     | 0                     | 36        | 0         |
| 2013                  | Machida Zelvia        | JFL                   | 3            | 0            | –                     | –                     | 3         | 0         |
| 2014                  | Machida Zelvia        | J3 League             | 23           | 0            | –                     | –                     | 23        | 0         |
| 2015                  | Oita Trinita          | J2 League             | 1            | 0            | 2                     | 0                     | 3         | 0         |
| 2016                  | Oita Trinita          | J3 League             | 12           | 0            | 1                     | 0                     | 13        | 0         |
| 2017                  | Oita Trinita          | J2 League             | 0            | 0            | 2                     | 0                     | 2         | 0         |
| Tổng                  | Tổng                  | Tổng                  | 125          | 0            | 8                     | 0                     | 133       | 0         |